# Syndrome de Kearns-Sayre
 Mise en garde médicale
Le syndrome de Kearns-Sayre est une maladie neuromusculaire (myopathie, ophtalmoplégie), due à des délétions de l'ADN mitochondrial : de 1,3 à 8 kilobases (souvent 5 kb). Ce sont des délétions très souvent sporadiques, et donc hétéroplasmiques.

## Physiopathologie
La délétion la plus courante est de 4 977 paires de bases, bornées entre les gènes ND5 et ATP8,,.
Les symptômes apparaissent quand le pourcentage d'ADN mitochondrial anormal par cellule est grand (> 60 %, cellules musculaires).

## Diagnostic
La maladie est principalement caractérisée par une ophtalmoplégie externe progressive et une dégénéscence de la couche pigmentaire de la rétine, une anomalie de la conduction cardiaque et une ataxie.
À un moindre degré, on peut observer une démence, une surdité et un diabète.
Le syndrome de Kearns-Sayre est associé au syndrome de Pearson. Si le syndrome de Pearson ne se développe pas, conduisant à la mort in utero, l'enfant sera atteint du syndrome de Kearns-Sayre.

### Signes fonctionnels
Entraîne généralement des troubles oculaire et une myopathie.